# Namtu
Pour la rivière du même nom, voir Myitnge.

Namtu (Shan : ၼမ်ႉတူႈ) est une ville du nord de l'État Shan, en Birmanie (Union du Myanmar). Célèbre pour ses mines d'argent (mines de Bawdwin), elle est située sur les berges de la Myitnge (ou Nam Tu), un affluent de l'Irrawaddy. Elle est reliée à Lashio par chemin de fer,. La ville possède aussi un petit aéroport (code AITA : NMT).
La population est d'ethnie Shan et Palaung.

## Démographie
Évolution démographique[réf. nécessaire]
- 1941=5 090
- 1952=10 789
- 1961=18 901
- 1965=20 234
- 1971=25 345
- 1983=31 091
- 1993=35 989
- 2002=42 091
- 2009=48 901
- 2010=51 087
- 2011=54 909

## Histoire
Les mines de Bawdwin étaient la première source de plomb et une des premières d'argent au monde avant la Seconde Guerre mondiale.
Avant l'arrivée des britanniques dans les années 1880, elles étaient sous le contrôle du saopha (prince) de Tawngpeng, bien que l'extraction fût l'œuvre d'ouvriers chinois du Yunnan, et non des Palaung de la région. Elles étaient abandonnées quand le filon atteignait le niveau des eaux souterraines. Les britanniques les remirent en fonction, les plus grandes étant exploitées par Burma Corporation au début du XXe siècle. Aujourd'hui, elles sont sous le contrôle de l'état, sous le nom de No 1 Mining Enterprise et exploitées par le ministère des mines.
Ces mines produisent aussi du plomb, du zinc et du nickel. Le zinc était principalement acheté par le Japon, et les autres minerais traités à Namtu avant exportation.
En février 1998, 3000 mineurs ont fait grève pour obtenir de meilleures conditions de travail et des augmentations de salaire,.
En 2002, une compagnie chinoise a remporté le contrat pour la construction d'une usine d'oxyde de zinc à Namtu, capable de traiter 50 000 tonnes de laitier de zinc par an. L'oxyde de zinc est exporté vers une fonderie du Yunnan.

## Politique
La troisième brigade de l'Armée de l'État Shan du nord, active à Mongmit, Kyaukme, Hsipaw, Namtu et Lashio, a signé un accord de cessez-le-feu avec le gouvernement birman en 1989, et ses activités sont pratiquement à l'arrêt,. L'Organisation de Libération de l'État Palaung, aussi active dans la région, et qui a également conclu un cessez-le-feu, a annoncé l'interdiction de la production d'opium dans les zones sous leur contrôle. Elle a affirmé que l'armée birmane taxait les cultivateurs de pavots.